# Stella Chinyelu Okoli
Stella Chinyelu Okoli, née en 1944,  est une pharmacienne, philanthrope et entrepreneure nigériane. Elle crée la société de fabrication pharmaceutique Emzor  en 1977,,.

## Biographie

### Origines et éducation
Née à Kano, au nord du Nigeria, Stella Okoli, est une descendante  du clan Nnewi dans l'État d'Anambra. Ses parents sont Margaret Modebelu et Felix Ebelechukwu. Scolarisée à partir de 1954, elle termine ses études secondaires en 1964 à l'école secondaire pour filles d'Ogidi, à Ogidi.
Ensuite, elle  voyage au Royaume-Uni où elle obtient un baccalauréat en pharmacie, BPharm (Hons), de l'Université de Bradford, en 1969.  Deux ans plus tard, elle acquiert une maîtrise en produits biopharmaceutiques de l'Université de Londres, Chelsea College en 1971. Elle est également diplômée de la Lagos Business School, de  Harvard Business School de Boston et de l'IESE Business School de Barcelone, en Espagne.

### Vie personnelle
En 1970, elle se marie à Barr avec Christopher Nnaemeka Okoli, avec qui elle a trois enfants.

### Parcours professionnel
Avant de fonder sa société Emzor Pharmaceutical, Stella Okoli  travaille d'abord dans plusieurs autres sociétés pharmaceutiques dont Middlesex Hospital de Londres, Boots the Chemists Limited et Pharma-Deko.
En janvier 1977, Stella Chinyelu Okoli lance, une micro pharmacie nommée Emzor Chemists Limited, à Somolu, dans l'État de Lagos, renommée Emzor Pharmaceutical, en 1984, en tant que l'une des principales sociétés pharmaceutiques au Nigéria avec plus de 50 produits fabriqués.
Ancienne, présidente du Groupe des fabricants de produits pharmaceutiques et de l'Association des fabricants du Nigéria, Stella Okoli se hisse à vice-présidence de l'Association des fabricants du Nigéria et de l'Association nigériane des chambres de commerce, d'industrie, des mines et d'agriculture,. Elle dirige également le Centre Chike Okoli pour les études entrepreneuriales,.

### Œuvres socio-humanitaires
À la suite de la mort de son fils Chike Okoli, en 2005,  Stella crée la Fondation Chike Okoli en 2006, une organisation à but non lucratif pour lutter contre la pauvreté et les maladies cardiovasculaires.

## Récompenses
- Prix du Défi Entrepreneurial International (IWEC)[14];
- 2011 : Docteur honoris causa en administration des affaires de l'Université Nnamdi Azikiwe, Awka;[réf. nécessaire]
- 2012 : honorée  Women of Distinction and Lifetime Achievers lors de la 17e cérémonie annuelle des ThisDay Awards[2] et récipiendaire du Prix international d'or de la CEDEAO[8];
- 2013 : Prix de la royauté nigériane[15];
- 2014 : Prix CePATHonors[14];
- 2016 : Personnalité du monde des affaires de l'année aux Sun Newspaper Awards; prix Ernst and Young  et Lifetime Achievement de l'Institut des administrateurs[réf. nécessaire]
- 2017 : Forum de l'innovation et de l'entrepreneuriat féminin en Afrique[16];
- 2018 : Prix Silverbird pour l'ensemble de sa carrière[17].

### Note
- (en) Cet article est partiellement ou en totalité issu de l’article de Wikipédia en anglais intitulé « Stella Chinyelu Okoli » (voir la liste des auteurs).